# Иван Фёдорович Уда
Иван Фёдорович Уда-Фоминский — московский боярин на службе у московских князей Дмитрия Донского и его сына Василия Дмитриевича XIV—XV веков.
Потомок Рюриковичей (Фоминская линия смоленских князей). Сын князя Фоминского и Березуйского Фёдора Константиновича Красного-Фоминского (ум. 1387) и Евпраксии Фёдоровны (из Рюриковичей Брянских) (ум. после 1348 г.).
В 1385 году ездил по Новгородской земле для сбора дани Орде («чёрного бору»).
Согласно Никоновской летописи, 1385 году после того, как великокняжеские бояре Федор Свибло, Иван Фёдорович Уда и Александр Белеут собрали в Новгороде чёрный бор, посадник Федор Тимофеевич и Богдан Аввакумович (тогда тысяцкий) созвали зимой Новгородскоевече, на котором постановили: не ходить на суд в Москву к митрополиту — и на этом целовали крест.
Имя его встречается между подписями бояр на второй духовной грамоте великого князя Дмитрия Иоанновича Донского. В 1389 году в числе самых близких к великому князю Дмитрию Донскому бояр был свидетелем его духовного завещания. После смерти великого князя Дмитрия Донского (1389), при великом князе Василии Дмитриевиче продолжал служить в боярах, занимая высокое положение.
В 1401 г. Иван Фёдорович Уда отправился с ратью в Мордовскую землю, чтобы отыскать там князя Семёна Дмитриевича (сына Дмитрия Нижегородского), жену его Александру, детей и бояр его. Схватить удалось только княгиню Александру с детьми, которая и была привезена в Москву, где находилась до тех пор, пока муж её не покорился великому князю московскому и владимирскому Василию I Дмитриевичу.